# Coleoxestia waterhousei
Coleoxestia waterhousei är en skalbaggsart som först beskrevs av Pierre Émile Gounelle 1909.  Coleoxestia waterhousei ingår i släktet Coleoxestia och familjen långhorningar.
Artens utbredningsområde är:
- Paraguay.
- Uruguay.

Inga underarter finns listade i Catalogue of Life.